# Dierama
Genre
Classification phylogénétique
Dierama est un genre de plantes de la famille des Iridaceae.
Ce sont des plantes herbacées, vivaces et bulbeuses originaires d'Afrique depuis l'Éthiopie jusqu'à l'Afrique du Sud.

## Liste des espèces et sous-espèces
Selon World Checklist of Selected Plant Families (WCSP) (30 janv. 2011) :
- Dierama adelphicum Hilliard (1988)
- Dierama ambiguum Hilliard (1988)
- Dierama argyreum L.Bolus (1926)
- Dierama atrum N.E.Br. (1929)
- Dierama cooperi N.E.Br. (1929)
- Dierama cupuliflorum Klatt (1879)
  - sous-espèce Dierama cupuliflorum subsp. caudatum Marais (1988)
  - sous-espèce Dierama cupuliflorum subsp. cupuliflorum
- Dierama densiflorum Marais (1988)
- Dierama dissimile Hilliard (1988)
- Dierama dracomontanum Hilliard (1988)
- Dierama dubium N.E.Br. (1929)
- Dierama elatum N.E.Br. (1929)
- Dierama erectum Hilliard (1988)
- Dierama floriferum Hilliard (1988)
- Dierama formosum Hilliard (1988)
- Dierama galpinii N.E.Br. (1929)
- Dierama gracile N.E.Br. (1929)
- Dierama grandiflorum G.J.Lewis (1934)
- Dierama igneum Klatt (1882)
- Dierama insigne N.E.Br. (1929)
- Dierama inyangense Hilliard (1988)
- Dierama jucundum Hilliard (1988)
- Dierama latifolium N.E.Br. (1929)
- Dierama longistylum Marais (1988)
- Dierama luteoalbidum I.Verd. (1942)
- Dierama medium N.E.Br. (1929)
- Dierama mobile Hilliard (1988)
- Dierama mossii (N.E.Br.) Hilliard (1988)
- Dierama nebrownii Hilliard (1988)
- Dierama nixonianum Hilliard (1991)
- Dierama pallidum Hilliard (1991)
- Dierama parviflorum Marais (1988)
- Dierama pauciflorum N.E.Br. (1929)
- Dierama pendulum (L.f.) Baker, J. Linn. Soc. (1877)
- Dierama pictum N.E.Br. (1929)
- Dierama plowesii Hilliard (1991)
- Dierama pulcherrimum (Hook.f.) Baker, J. Linn. Soc. (1877)
- Dierama pumilum N.E.Br. (1929)
- Dierama reynoldsii Verd. (1941)
- Dierama robustum N.E.Br. (1929)
- Dierama sertum Hilliard (1991)
- Dierama trichorhizum (Baker) N.E.Br. (1929)
- Dierama tyrium Hilliard (1988)
- Dierama tysonii N.E.Br. (1929)